# Acacia acradenia
Acacia acradenia — вид квіткових рослин з родини бобових, що походить із Австралії: Північна територія, Квінсленд, Південна Австралія, Західна Австралія. Це кущ або дерево з еліптичними або вузькоеліптичними філодами (черешки, що виконують фотосинтезну функцію), колоссями помаранчевих або золотистих квіток і лінійними бобами.

## Морфологічний опис
Acacia acradenia зазвичай досягає висоти 0,9–4 метри, але іноді дерево досягає висоти 7,5 метра. Як правило, він має V-подібну форму з відкритою звичкою зростання. Зазвичай він ділиться над рівнем землі, утворюючи кілька основних стебел, вкритих гладкою світло-сірою корою, за винятком у напрямку до основи, де вона може стати поздовжньою тріщиною. Філодії зазвичай мають косо-еліптичну або вузькоеліптичну форму, яка звужується з обох кінців, 40–160 мм завдовжки та 10–40 мм завширшки з трьома чи більше помітними жилками. Може цвісти в будь-який час року з піком між березнем і липнем або жовтнем і листопадом. Квітки помаранчеві або золотисті, зібрані в колоски переважно 20–60 мм завдовжки на квітконіжці завдовжки 1–3 мм попарно в пазусі листків. Плід — лінійний біб завдовжки здебільшого 40–130 мм. Насіння темно-коричневе, 3–6 мм завдовжки і 1,5–3 мм завширшки з чисто-білим вушком. Вид відносно недовговічний, його легко вбити вогнем, але легко проростає з насіння.

## Використання
Корінні жителі Австралії використовують цей вид як джерело їжі, води, тіні або притулку, а також для виготовлення зброї та знарядь.

## Галерея

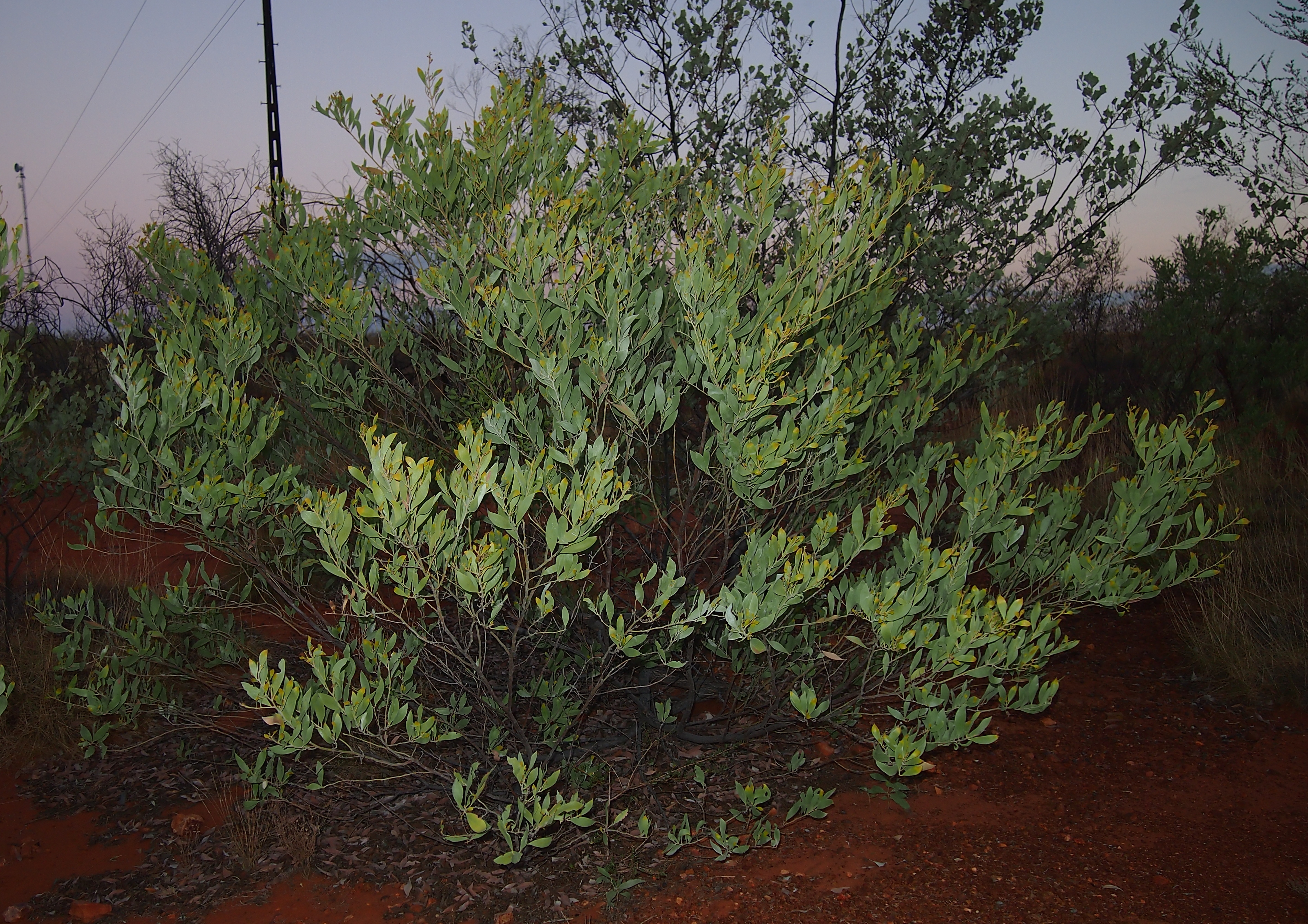
Кущ
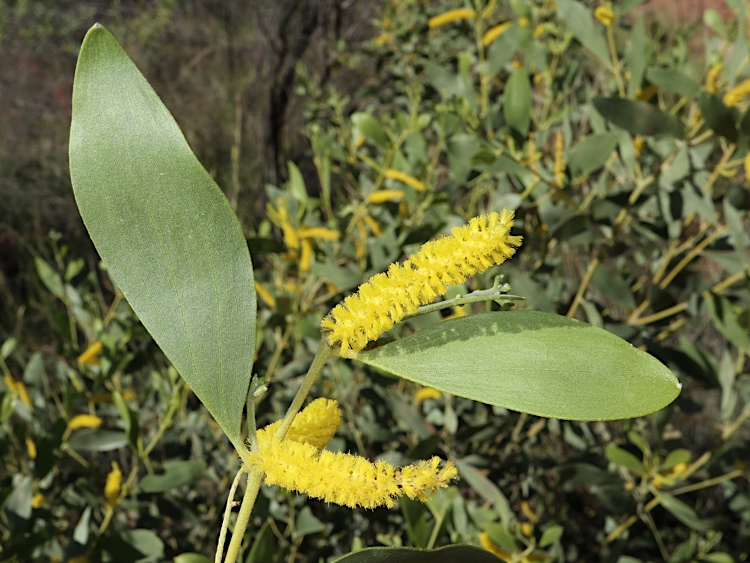
Філоди та квітки
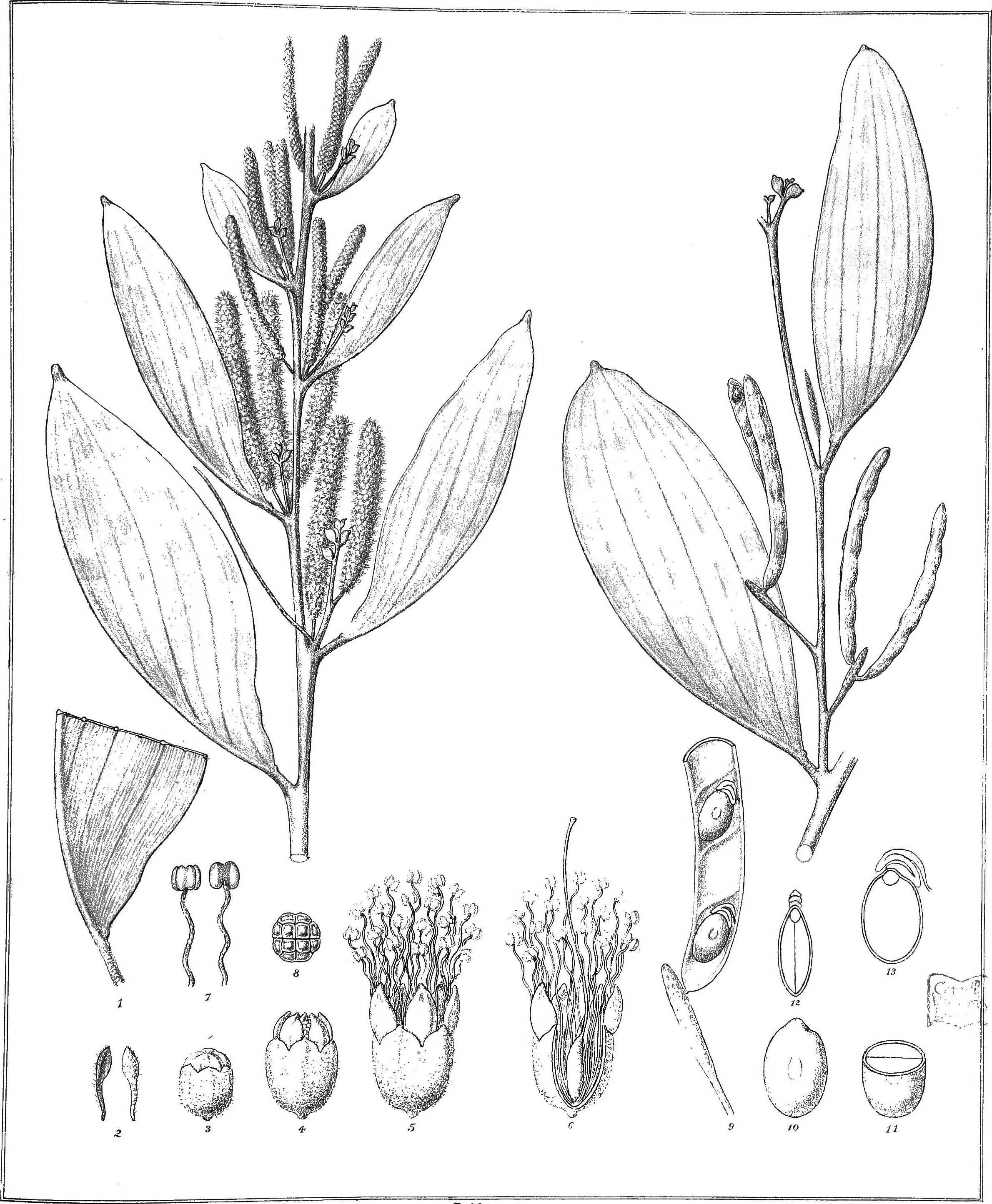
Ілюстрація